# ポーランド軍

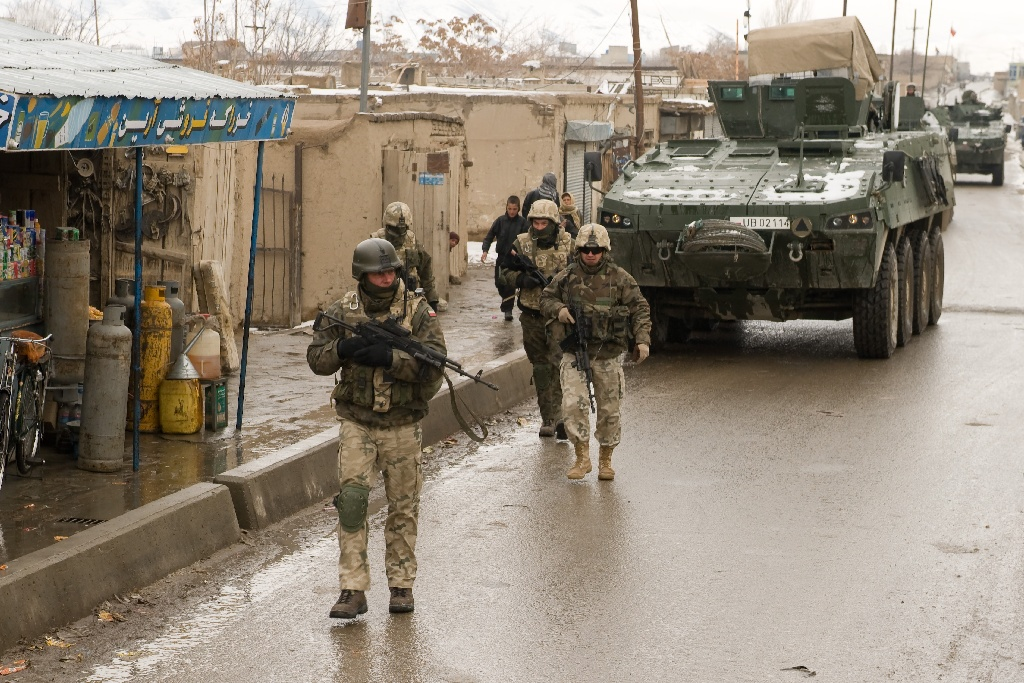
アフガニスタンで活動するポーランド軍の兵士

ポーランド共和国軍（ポーランドきょうわこくぐん、ポーランド語: Siły Zbrojne Rzeczypospolitej Polskiej, SZ RP）は、ポーランド共和国の国軍である。2023年時点で、正規軍の総兵力は約16.4万人、軍事費は約230億ドル（対前年GDP比4％）。標語は「神、名誉、祖国」（ Bóg, Honor, Ojczyzna ）で、公式軍歌は『我ら第1旅団』（ My, Pierwsza Brygada ）である。

## 概要
東欧革命後に誕生したポーランド共和国は1999年、北大西洋条約機構（NATO）に加盟し、アメリカ合衆国を含むNATO加盟国との集団安全保障を国防の基本としている。
近年の欧州で最も急速に軍備を増強している国の一つであり、2024年時点で兵力は20万人強とNATO内では米国、トルコに次ぐ規模である。国防予算は2014年と比べ3倍の350億ドル（約5兆4000億円）に増え、欧州では英国、フランス、ドイツに次ぐ規模である。国防費の国内総生産（GDP）比では、ポーランドは他国を大きく引き離し（4.1%）、NATO内で1位となっている。
ポーランド軍はNATOや欧州連合（EU）加盟国としての活動などで、約2000人の兵士を国外へ展開している（アフガニスタン、コソボ、ボスニア・ヘルツェゴビナなど）。一方で同盟・友好国の派遣・駐留軍や合同部隊がポーランド国内に配置されており、2022年2月のロシアによるウクライナ侵略を受けた米軍のポーランド増派により、約10,000人の米兵が駐留し、米陸軍第5軍団の前方司令部が常設されることになった。
ポーランドの歴史において西隣のドイツのほか、ロシア連邦の前身であるソビエト連邦（ソ連）とロシア帝国から侵略・支配を受けた。このため21世紀においてはロシアの脅威から自国や同盟・友好国を守ることを国防政策の基本としており、2022年ロシアのウクライナ侵攻ではウクライナ軍への軍事支援ルートや負傷兵治療の拠点となっているほか、ロシア領カリーニングラード州とロシアの同盟国ベラルーシに挟まれたリトアニア＝ポーランド国境でNATOの同盟国となったバルト三国と連携する態勢をとっている。

## 機構

### 五軍
ポーランド軍は、陸軍、空軍、海軍、特別軍、領土防衛軍の五軍種から成る。
- ポーランド陸軍（Wojska Lądowe）
- ポーランド空軍（Siły Powietrzne）
- ポーランド海軍（Marynarka Wojenna）
- ポーランド特別軍（Wojska Specjalne）
- ポーランド領土防衛軍（ポーランド語版、英語版）（Wojska Obrony Terytorialnej）

徴兵制度は2009年に廃止された。

### 民兵など
2017年には「領土防衛軍」（WOT）が設立された。日頃は軍以外の仕事に就いている国民により構成される。2019年時点の兵員数は2万3000人で、2021年末には5万3000人への増強を計画しており、4万人以上が志願を表明している。東隣のウクライナ領土がロシア及び親露派によるハイブリッド戦争で侵略されたウクライナ東部紛争（2014年～）を教訓としている。
このほかに、政府の許可を得て民間人に軍事訓練を行う組織が多数存在する。

### 統制機関
- 国防省（軍政）
- 参謀本部（軍令）

## 歴史
近世初期まで東欧の大国であったポーランドはポーランド分割でいったん消滅した。第一次世界大戦後に樹立されたポーランド第二共和国が独立を回復して国軍を復活させたものの、ナチス・ドイツとソビエト連邦によるポーランド侵攻で再び滅んだが、国外に逃れたポーランド人の軍隊や国内軍 (ポーランド)が対独抗戦を続けた。
独ソ戦末期にソ連軍に占領されたポーランドは、ソ連圏の一員としてワルシャワ条約機構に加盟していた。この東西冷戦期におけるポーランド国家及びその国軍については、「ポーランド人民共和国」「人民軍 (ポーランド)」を参照。